# Metacharis smalli
Metacharis smalli is een vlindersoort uit de familie van de prachtvlinders (Riodinidae), onderfamilie Riodininae.
Metacharis smalli werd in 2005 beschreven door Hall, J.